# Måns Bonde
Måns Bonde till Traneberg, född ca 1500, död 1560, var en svensk adelsman, son till riksrådet och lagmannen Tord Magnusson Bonde. Måns Bonde var gift med Gunilla Håkansdotter och hade två bröder, riksrådet och amiralen Jöns Bonde och väpnaren Göran Bonde.
Måns Bondes far var en av initiativtagarna till Västgötaherrarnas uppror år 1529 som var en resning med målet att avsätta kung Gustav Vasa och förhindra att den lutherska reformationen genomfördes. Upproret slås ned och Tord Magnusson Bonde blir av med alla ämbeten och får betala dryga böter. Efter faderns död 1546 ärver Måns Bonde sätesgården Traneberg i Västergötland och äger utöver den totalt 40 gårdar i 17 socknar, inklusive stamgodset Bordsjö i Småland som ätten Bonde innehaft sedan 1365.

## Konflikten med Gustav Vasa
År 1551 ges Arvid Skrivare i uppdrag av Gustav Vasa att köpa Lundegården i Kristbergs socken i Östergötland av Joen Pedersson (någon gård benämnd Lundegården har dock inte funnits i denna socken). Pedersson ska ha köpt gården av Måns Bonde två år tidigare. Äktheten på köpekontraktet är tvivelaktig, exempelvis saknas datum och säljaren namnges som Måns Tordsson, något som Måns Bonde inte kallas i något annat dokument. Måns Bonde motsätter sig köpet vilket får till följd att Arvid Skrivare stämmer honom vid Skara landsting. Men konflikten löses inte där utan år 1556 anklagas Måns Bonde för att ha dräpt Erik Skrivare (Arvid Skrivares efterträdare). Rättegång hålls och han döms till döden. 
Den 28 juli ges order att han ska fängslas och föras till Stockholm. Men istället för att avrättas ges han möjlighet att rädda sitt liv genom att ge alla gods och gårdar han äger till kungen i lösen. Elva av gårdarna var pantsatta men även dessa kräver Gustav Vasa att få utan att i (åtminstone ett fall) ersätta de som tagit dem i pant, trots att det ingick i uppgörelsen.
I ett jordebrev utfärdat 1560 av brodern Jöns Bonde framgår att Måns Bonde hade begått hor med Erik skrivares hustru Gunilla och därefter mördat Erik. Genom att skänka sina gods och gårdar till konungen gottgjordes båda brotten. Han fick också äkta hustru Gunilla efter att ha erlagt en större summa pengar.
Bröderna Jöns och Göran Bonde lyckas mellan 1557 och 1562 lösa tillbaka Traneberg, Bordsjö och 16 andra gårdar. Jöns Bonde tar över rollen som släktens främste företrädare och gör en framgångsrik karriär i Erik XIVs tjänst.